# Маккиббен, Билл
Уильям Эрнест Маккиббен (родился 8 декабря 1960 года) — американский экоактивист, писатель и журналист, много писавший о влиянии глобального потепления. Является «выдающимся стипендиатом Шумана» (англ. the Schumann Distinguished Scholar) в колледже Миддлбери и лидером сообщества 350.org.  Автором книг об окружающей среде, в том числе   книги «Конец природы» (1989) об изменении климата и «Фалтер: человеческая игра начала разыгрываться?» (2019) о состоянии экологических проблем, стоящих перед человечеством.
В 2009 году возглавил движение 350.org, которое провело 7000 одновременных демонстраций в 188 странах.  В декабре 2010 года 350.org координировал арт-проект планетарного масштаба, многие из 20 работ которого можно увидеть из космоса. В 2011 и 2012 годах возглавил экологическую кампанию против  проекта трубопровода Keystone XL  и провел за это три дня в тюрьме в Вашингтоне, округ Колумбия.  Член литературной секции Американской академии искусств и наук.
В 2013 году был награжден Премией мира Ганди.. Журнал Foreign Policy включил его в свой список  100 самых влиятельныхмыслителей мира в 2009 году, а MSN назвал его одним из дюжины самых влиятельных людей 2009 года . В 2014 году был награжден премией «Правильный образ жизни» за «мобилизацию растущей общественной поддержки в США и во всем мире решительных действий по противодействию угрозе глобального изменения климата».

## Ранние годы
Родился в Пало-Альто, Калифорния. Позже его семья переехала в пригород Бостона Лексингтон, штат Массачусетс, где он учился в средней школе.. Будучи учеником средней школы, писал для местной газеты и участвовал в конкурсах дебатов по всему штату. Поступив в Гарвардский колледж, стал редактором журнала The Harvard Crimson и был избран президентом газеты на 1981 год.
В 1980 году, после избрания Рональда Рейгана, решил посвятить свою жизнь делу защиты окружающей среды.
Окончив учебу в 1982 году, пять лет работал в журнале The New Yorker в качестве штатного сотрудника. Вдохновленный Евангелием от Матфея, стал сторонником ненасильственного сопротивления. Делая репортаж о бездомных, жил на улице; там он встретил свою жену Сью Халперн, которая работала защитником бездомных. В 1987 году покинул The New Yorker после того, как давний редактор Уильям Шон был вынужден уволиться.  Вскоре после этого он и его семья переехали в отдаленное место на юго-востоке Адирондака в северной части штата Нью-Йорк, где начал работать писателем-фрилансером.

## Журналист
Свою карьеру фрилансера начал примерно в то же время, когда изменение климата появилось в общественной повестке после жаркого лета, пожаров 1988 года и выступления Джеймса Хансена перед 
Комитетом Сената США по энергетике и природным ресурсам в июне того же года. Его первым вкладом в дебаты стал краткий список литературы по этой теме и комментарий, опубликованный в декабре 1988 года в «Нью-Йоркском обзоре книг», а также вопрос: «Становится ли мир жарче?».
Публикуется в различных изданиях национального уровня, включая The New York Times, The Atlantic, Harper's, Orion, Mother Jones, The American Prospect, The New York Review of Books, Granta, National Geographic, Rolling Stone, Adbusters и Outside..
Первая книга Маккиббена, — The End of Nature, — была опубликована в 1989 году издательством «Рэндом Хаус» после публикации в журнале «Нью-Йоркер». Книга, описанная Рэем Мерфи из Boston Globe как «праведная иеремиада», вызвала множество критических комментариев, как за, так и против; для многих людей это было первое знакомство с вопросом изменения климата; и вдохновение для многих написаний и публикаций других людей. Была переведена более чем на 20 языков. В США вышло несколько изданий, включая обновленную версию, опубликованную в 2006 году.
В 1992 году была опубликована книга «Эпоха недостающей информации». Это отчет об эксперименте, в ходе которого Маккиббен собирал все, что попадало на 100 каналов кабельного телевидения системы Фэрфакса, штат Вирджиния (в то время одной из крупнейших в стране), за один день. Он провел год, просматривая 2400 часов программ, а затем сравнил их с днем, проведенным на вершине горы недалеко от своего дома. Эта книга широко использовалась в колледжах и средних школах и была переиздана в новом издании в 2006 году.

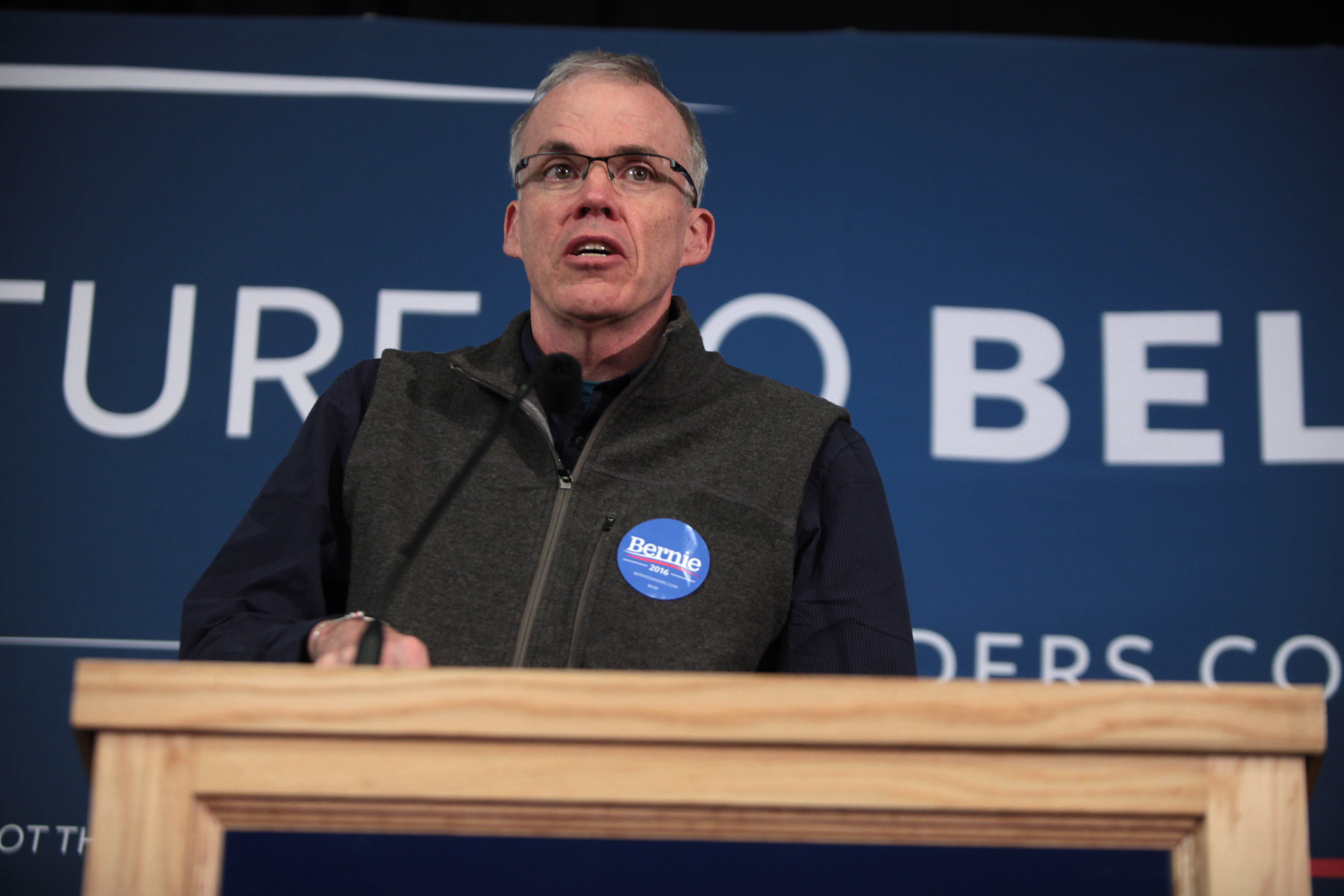
Маккиббен выступает на митинге предвыборной кампании Берни Сандерса, январь 2016.

## Экологические кампании

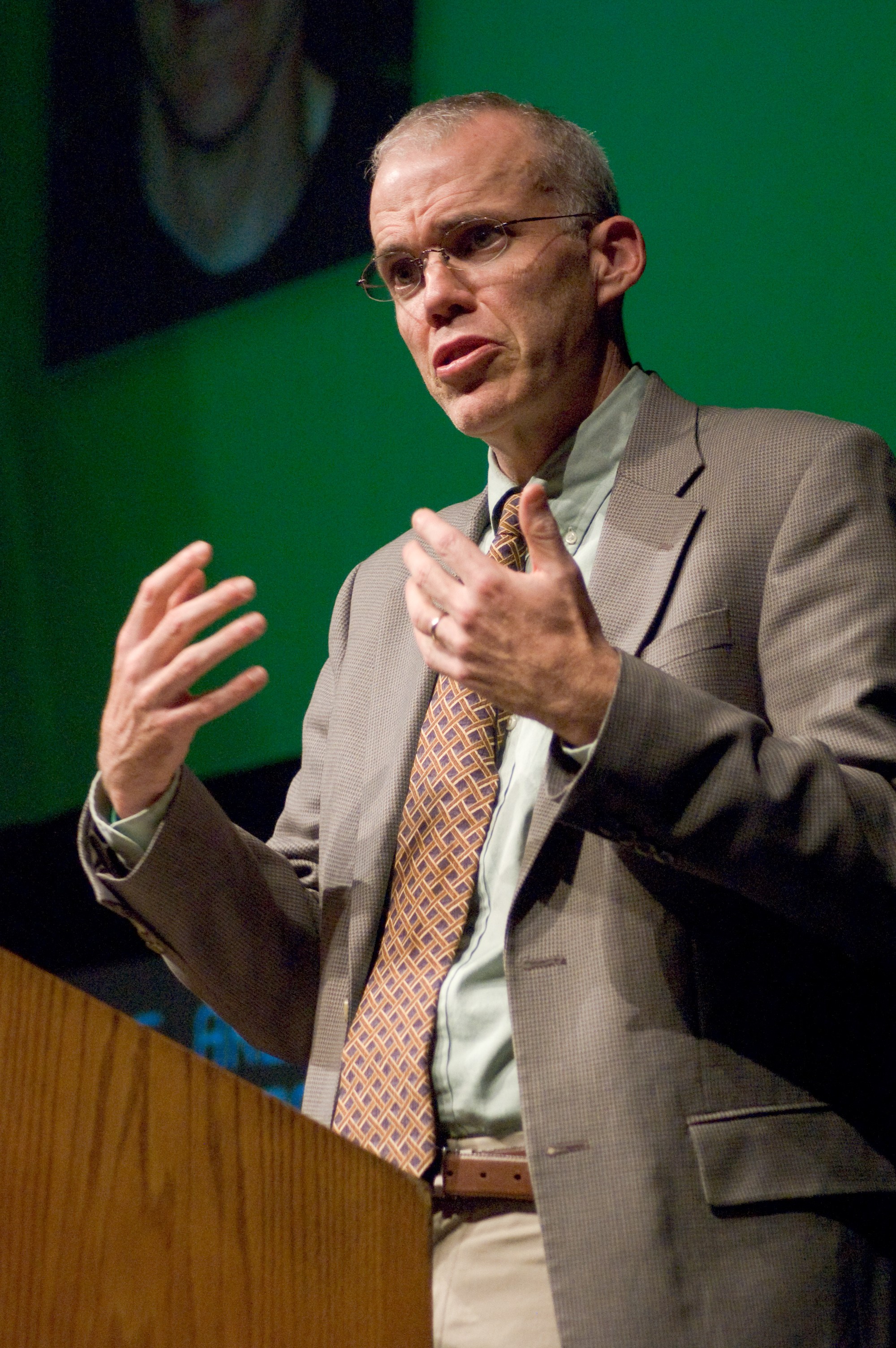
Маккиббен выступает в Рочестерском технологическом институте, 6 ноября 2008 г.

### Step It Up
«Step It Up 2007» представляла собой общенациональную экологическую кампанию, начатую Маккиббеном с целью потребовать от Конгресса США действий по борьбе с глобальным потеплением .

### 350.org
В развитие кампании Step It Up та же команда в марте 2008 года объявила о новой кампании под названием 350.org.  Название происходит от утверждения ученого-климатолога Джеймса Э. Хансена  о том, что концентрация углекислого газа (CO 2) в атмосфере выше 350 частей на миллион небезопасна для будущего человечества.

### Keystone XL
Маккиббен — один из защитников окружающей среды, выступающих против проекта  трубопровода Keystone XL

### Third Act
В сентябре 2021 года Маккиббен запустил «Третий акт»  кампанию и группу  активистов в возрасте 60 лет и старше, занимающихся изменением климата, которые хотят использовать свое свободное время и накопленные средства для политического давления на правительство.  Среди участников проекта  Берни Сандерс и Джейн Фонда, .

### Электоральная политика
Во время первичных президентских кампаний Демократической партии в 2016 году Маккиббен был политическим представителем сенатора от штата Вермонт Берни Сандерса. После поражения Сандерса от Хиллари Клинтон Маккиббен поддержал ее и выступил на их первом совместном мероприятии в Портсмуте, штат Нью-Гэмпшир.

## Взгляды
В декабре 2019 года вместе с 42 другими ведущими деятелями культуры Маккиббен подписал письмо, в котором поддержал британскую Лейбористскую партию под руководством Джереми Корбина на всеобщих выборах 2019 года.

## Личная жизнь
Живет в Риптоне, штат Вермонт, со своей женой, писательницей Сью Халперн и дочерью Софи. Является почетным стипендиатом Шумана в колледже Миддлбери, где он также руководит стипендией Миддлбери в области экологической журналистики.

### Книги
- McKibben, Bill. The End of Nature. — New York : Random House, 1986.
- The Age of Missing Information (1992) ISBN 0-394-58933-5, challenges Marshall McLuhan's "global village" ideal and claims the standardization of life in electronic media is that of image and not substance, resulting in a loss of meaningful content in society
- Hope, Human and Wild: True Stories of Living Lightly on the Earth (1995) ISBN 0-316-56064-2
- Maybe One: A Personal and Environmental Argument for Single Child Families (1998) ISBN 0-684-85281-0
- Hundred Dollar Holiday (1998) ISBN 0-684-85595-X
- Long Distance: Testing the Limits of Body and Spirit in a Year of Living Strenuously (2001) ISBN 0-452-28270-5
- Enough: Staying Human in an Engineered Age (2003) ISBN 0-8050-7096-6
- Wandering Home (2005) ISBN 0-609-61073-2
- The Comforting Whirlwind: God, Job, and the Scale of Creation (2005) ISBN 1-56101-234-3
- Deep Economy: The Wealth of Communities and the Durable Future (2007) ISBN 0-8050-7626-3
  - Reviewed in Tim Flannery, "We're Living on Corn!" The New York Review of Books 54/11 (28 June 2007) : 26-28
- Fight Global Warming Now: The Handbook for Taking Action in Your Community (2007) ISBN 9780805087048
- The Bill McKibben Reader: Pieces from an Active Life (2008) ISBN 9780805076271
- American Earth: Environmental Writing Since Thoreau (edited) (2008) ISBN 9781598530209
- Eaarth: Making a Life on a Tough New Planet (2010) ISBN 978-0-8050-9056-7
- The Global Warming Reader (OR Books, 2011) ISBN 978-1-935928-36-2
- Oil and Honey: The Education of an Unlikely Activist (Times Books, 2013) ISBN 9780805092844[c]
- Radio Free Vermont: A Fable of Resistance. (Blue Rider Press, 2017) ISBN 9780735219861 и ISBN 9781524743727
- Falter: Has the Human Game Begun to Play Itself Out?. Description & arrow/scrollable preview. (Henry Holt and Co., 2019) ISBN 9781250178268[d]
- We Are Better Together, (Henry Holt and Co., 2022) ISBN 9781250755155[e]
- The Flag, the Cross, and the Station Wagon: A Graying American Looks Back at His Suburban Boyhood and Wonders What the Hell Happened (Henry Holt and Co., 2022) ISBN 9781250823601[f]